# برونو تیبو
برونو تیبو (فرانسوی: Bruno Thibout‎؛ زادهٔ ۸ مهٔ ۱۹۶۹) دوچرخه‌سوار اهل فرانسه است.